# Nine Miles
Nine Miles is een Jamaicaans gehucht hoog in de bergen van de parish Saint Ann, nabij het dorp Alexandria.
Nine Miles is tevens de plek op Jamaica waar Bob Marley is geboren en als kind is opgegroeid. Zijn geboortehuis staat er nog. Op de top van Mount Zion is een kleine kapel gebouwd. Hierin bevindt zich de tombe van Bob Marley, versierd met bloemen en portretten van Haile Selassie.
Marleys broer Anthony Marley, die tijdens een bendeoorlog in Miami is omgekomen, ligt onder hem. Die plek was aanvankelijk gereserveerd voor Cedella Marley Booker, de moeder van Bob Marley, maar zij stond de plek af aan Anthony.
Op 8 april 2008 overleed Cedella. Zij is in een tombe nabij die van Bob Marley en zijn broer Anthony Marley begraven.